# Mass Sarr
Mass Sarr Junior (né le 6 février 1973 à Monrovia au Liberia) est un footballeur international libérien, qui évoluait au poste d'attaquant.

## Biographie

### Carrière en club
Il joue 94 matchs et inscrit 24 buts en Ligue 2 avec le club français d'Alès, et joue deux matchs en Ligue des champions avec l'équipe croate d'Hajduk Split.

### Carrière en sélection
Avec l'équipe du Liberia, il joue 79 matchs (pour 4 buts inscrits) entre 1989 et 2002. 
Il figure dans le groupe des sélectionnés lors des CAN de 1996 et de 2002, où son équipe est éliminée à chaque fois au premier tour.
Il joue enfin 9 matchs comptant pour les tours préliminaires de la Coupe du monde, lors des éditions 1990, 1994, 1998 et 2002.

## Palmarès
- Vainqueur de la Coupe de Malaisie en 2002 avec le Selangor FA